# 中国2010年上海世界博览会美国馆
31°10′52″N 121°28′14″E / 31.1812314°N 121.4705086°E
中国2010年上海世界博览会美国馆是2010年上海世博会上代表美国的展馆，位于世博园区C片区，占地6000平方米，设计师为克里夫·格拉特（Clive Grout），會展期間美國館的總代表為費樂友（Jose H. Villarreal），副總代表則由美國駐上海總領事館新聞文化處長俞天睦兼任。美国馆的主题是“拥抱挑战”。
其外观类似展翅欲飞的雄鹰，而鹰还是美国的国家象征。其内部则分为两层，有四个不同的剧院，以带来四种不同的体验。展馆还有太阳能板、集水系统、屋顶城市广场等，以展示可持续建筑的理念。而在场馆的外部，则建有巨大的视频墙，从集水系统收集的雨水从墙上倾泻而下，形道动感的瀑布。

## 后续利用

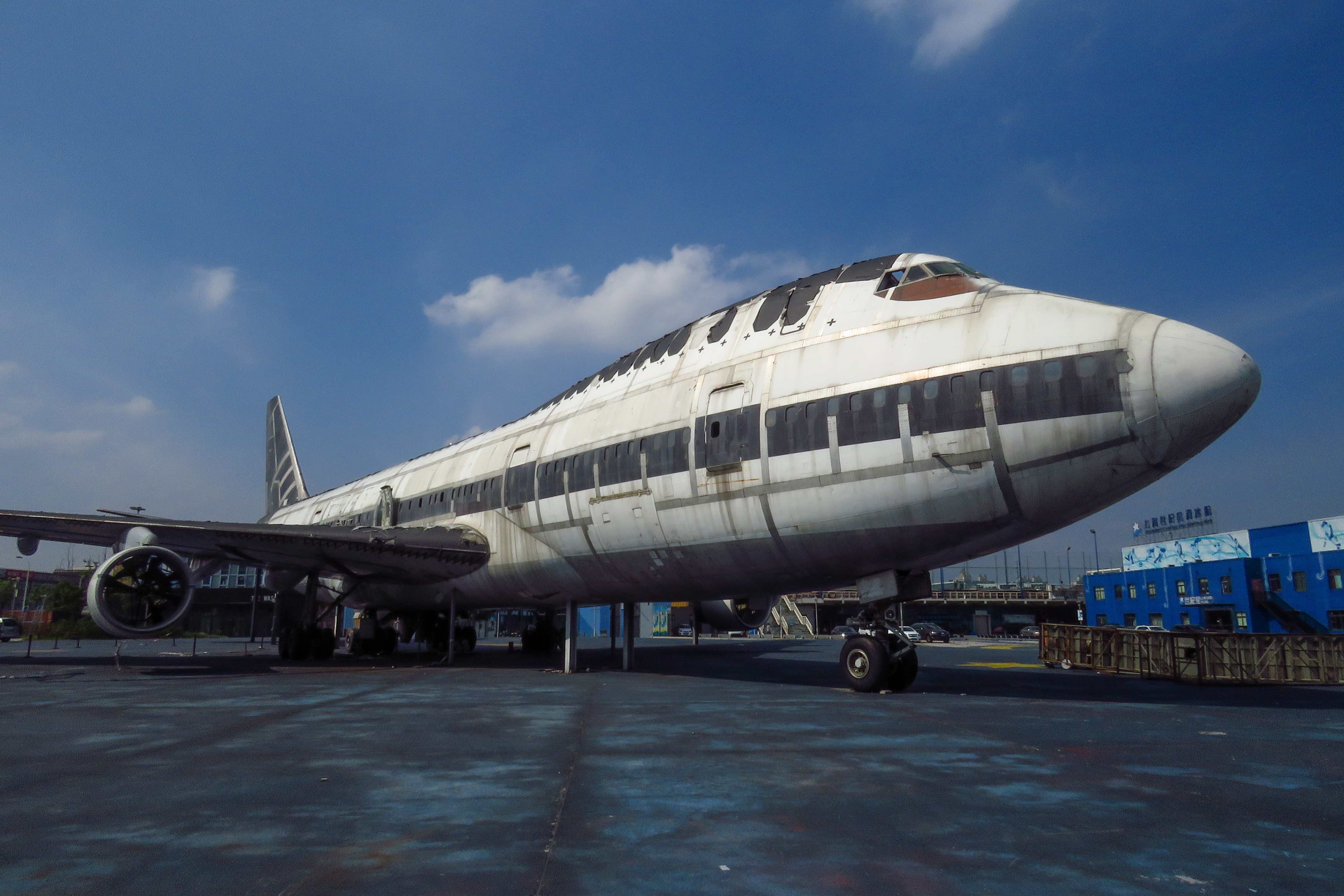
陈列于美国馆原址的波音747-100

美国馆及巴西馆、哥伦比亚馆、秘鲁馆原址于2013年改建为飞行家主题乐园，园内陈列一架拆解后重新组装的波音747（原编号为N681UP），但该主题公园现已关闭。